# La Villeneuve-Bellenoye-et-la-Maize
La Villeneuve-Bellenoye-et-la-Maize là một xã ở tỉnh Haute-Saône trong vùng Franche-Comté phía đông Pháp. Xã có diện tích 9,21 km², dân số năm 2006 là 136 người. Khu vực này có độ cao từ 230-396 mét trên mực nước biển.